# 31828 Martincordiner
31828 Martincordiner è un asteroide della fascia principale. Scoperto nel 1999, presenta un'orbita caratterizzata da un semiasse maggiore pari a 3,082555 UA e da un'eccentricità di 0,241655, inclinata di 15,522410° rispetto all'eclittica. Ha un diametro di 14,730 km.